# Rychliki
Rychliki (niem. Reichenbach) – wieś w Polsce położona w województwie warmińsko-mazurskim, w powiecie elbląskim, w gminie Rychliki przy drodze wojewódzkiej nr 527.
Miejscowość jest siedzibą gminy Rychliki.

## Historia
Do czasów podboju przez zakon krzyżacki w XIII w. okoliczne tereny zamieszkane były przez Prusów. W 1310 r. komtur elbląski Heinrich von Gera oraz komtur dzierzgoński Sieghard von Schwarzenburg dokonali tu lokacji wsi Reichenbach na „surowym korzeniu”. Osada została prawdopodobnie od początku zasiedlona kolonistami ze środkowych Niemiec, na co wskazuje jej nazwa (niem. bogaty potok), niemająca topograficznego uzasadnienia, oraz nazwisko zasadźcy i pierwszego sołtysa (Hildebrandt).
Wieś okręgu szpitalnego Elbląga w XVII i XVIII wieku.
Po sekularyzacji zakonu krzyżackiego w 1525 r. wieś stała się częścią Prus Książęcych (Prusy Górne: starostwo w Przezmarku; enklawa w obrębie województwa malborskiego), które do 1657 r. stanowiły lenno polskie, a w 1701 r. połączyły się z Brandenburgią w Królestwo Prus. Zachowane dokumenty kościelne świadczą o tym, że w XVII w. nabożeństwa we wsi odbywano także w języku polskim; przypuszcza się, że miejscowi Polacy należeli głównie do czeladzi bądź robotników sezonowych. Wieś, od 1871 r. stanowiąca część Niemiec, liczyła w 1925 r. 797 mieszkańców (785 protestantów, 9 katolików, 1 Żyd).
23 stycznia 1945 r. miejscowość została zajęta przez oddziały 29 Korpusu Pancernego Armii Radzieckiej. Po przekazaniu wsi administracji polskiej rozpoczął się napływ polskich osadników, zaś dotychczasowi jej mieszkańcy zostali wysiedleni do Niemiec. Osadę nazywano początkowo Potok oraz Zamożne, tłumacząc nazwę niemiecką, jednak ostatecznie ok. 1948 administracyjnie ustanowiono obecną formę.
W latach 1975–1998 miejscowość administracyjnie należała do województwa elbląskiego.

## Zabytki
- Kościół Niepokalanego Serca Najświętszej Maryi Panny z 1877 wybudowany z żółtej cegły, obok plebania z 1842[6].